# Iso'obo
Iso'obo (ou Iso-obo, Issobo) est un village du Cameroun, situé dans la Région du Sud-Ouest, à proximité de la frontière avec le Nigeria. Il est rattaché administrativement à la commune d'Isanguele, dans le département du Ndian.

## Environnement
Le cadre naturel est constitué de forêts de mangrove, de sable, de bras de mer.

## Population
Lors du recensement de 2005 on y a dénombré 1 024 personnes.
Selon une étude datée de 2015, la localité comptait 1 225 habitants.